# Nikki Reed
Nicole Houston «Nikki» Reed (Sacramento, California, 17 de mayo de 1988) es una actriz, guionista, cantante y modelo estadounidense. Interpretó a Rosalie Hale en la saga Crepúsculo.

## Biografía
Reed nació en Sacramento, California, siendo la hija de Seth Reed, un escenógrafo, y Cheryl Houston, una esteticista. Nikki tiene un hermano mayor, Nathan August Reed y un hermano menor, Joey Reed. Su padre es judío y su madre, quien es de ascendencia italiana y cheroqui, es cristiana. Fue criada sin religión, aunque se ha descrito a sí misma como "judía", y creció alrededor de judaísmo (su hermano tuvo un Bar Mitzvah).
Nikki creció en Culver City, California, donde su madre aún reside. Reed ha declarado que sus primeros años de vida fueron "complicados". Sus padres se divorciaron cuando ella tenía dos años, y ella creció con su madre.
Reed se describe como habiendo sido "tímida y un bookworm", pero a la edad de 12 años, mientras asistía a Palms Middle School, se convirtió en una chica rebelde y emocionalmente volátil. La relación entre Reed y su madre se volvieron tensas. A la edad de 14 años, Reed se emancipó; entonces ella se mudó y empezó a vivir por su cuenta. Ella no tenía ningún deseo específico por convertirse en actriz.
Tras el éxito de Thirteen, Reed regresó a Alexander Hamilton High School, pero se retiró después de un año. Citó su experiencia que "las madres iban a escondidas a la escuela a la hora del almuerzo para afrentarla y acosarla acerca de la película" fue la razón de su salida. Reed posteriormente fue educada en casa, y finalmente recibió su diploma de escuela secundaria. Reed divide su tiempo entre Nueva York y Los Ángeles.

## Carrera

### Actoral
Reed y la directora de cine Catherine Hardwicke concluyeron el libreto de la película, Thirteen (Película basada en la vida de Reed) en 6 días, tiempo muy rápido para los escritores de Hollywood. Los productores pidieron a Reed que desempeñar un papel en la película porque tenían problemas para conseguir una protagonista, ya que el rol era considerado un tanto "incómodo" para la mayoría de los adolescentes. La película, protagonizada junto a Evan Rachel Wood, fue lanzada en 2003 con críticas positivas, dando a Reed algún tipo de reconocimiento en Hollywood como actriz y guionista. 
Después del lanzamiento de la película, Reed también apareció en el Show de Ellen DeGeneres y organizó una serie de entregas de premios, incluyendo el Premios Young Artist (2003) y los Premios Independent Spirit (2004).

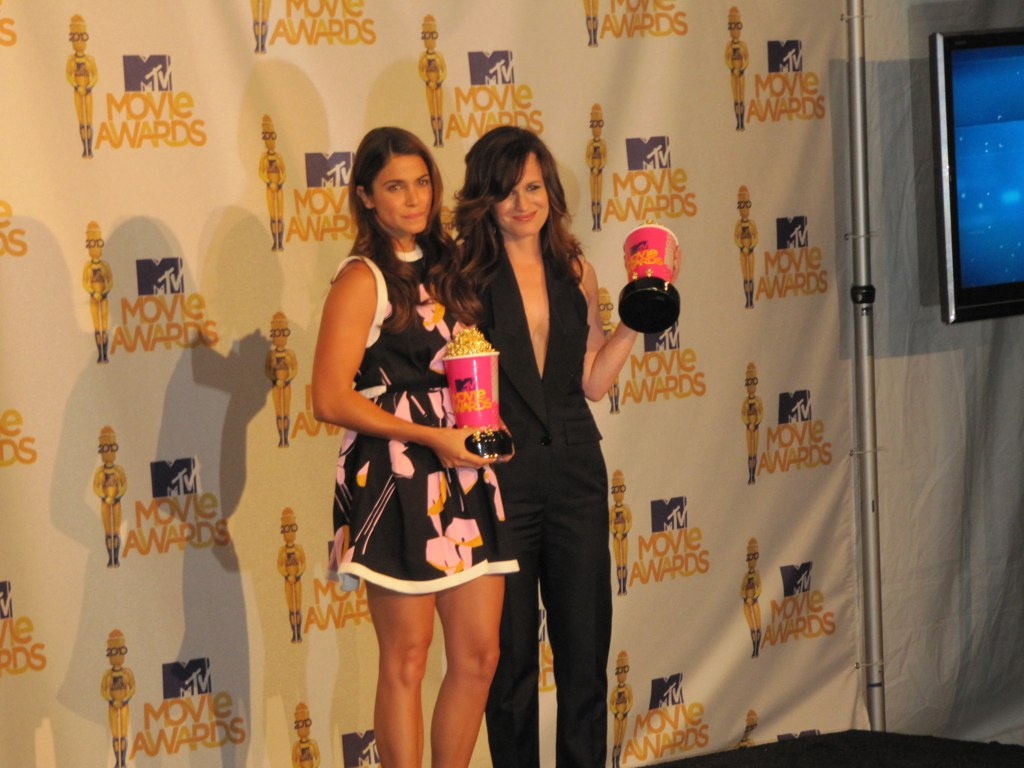
Nikki y Elizabeth Reaser en la entrega de premios MTV Movie Awards 2010.

En 2003, recibió su primer premio en el Festival de Cine Nantucket en la categoría de Mejor Guion por Thirteen, la película que compartió con Catherine Hardwicke.
Ha actuado en películas sobre temas de adolescentes, como Los amos de Dogtown, también dirigida por Catherine Hardwicke.
En 2005 apareció en el vídeo de la canción "Just Feel Better" de Carlos Santana y Steven Tyler. Reed interpreta a la chica principal en el vídeo, la cual demuestra tener varios problemas, como el sufrir acoso por un profesor y el abandono de su padre. A lo largo del vídeo se la muestra en un bar junto a Steven Tyler mientras este canta.
A principios de 2006 apareció en la serie The O.C. como Sadie, lo cual dio lugar a un nuevo interés amoroso con el actor Benjamin McKenzie en su papel como Ryan Atwood. Reed señaló que no estaba de acuerdo con las "cosas de moda y poco profunda" que The OC promovía, y que ella apareció en la serie solo por el consejo de sus agentes. Coincidentemente, Reed apareció en dicha serie junto a quienes serían sus compañeros de reparto en Crepúsculo, Jackson Rathbone y Cam Gigandet.
Reed comentó más tarde que su decisión de evitar apariciones en televisión o en cine comercial era ingenua. Explicó que su prevención se debe a la idea de que si no era una película independiente, no era adecuado para ella. 

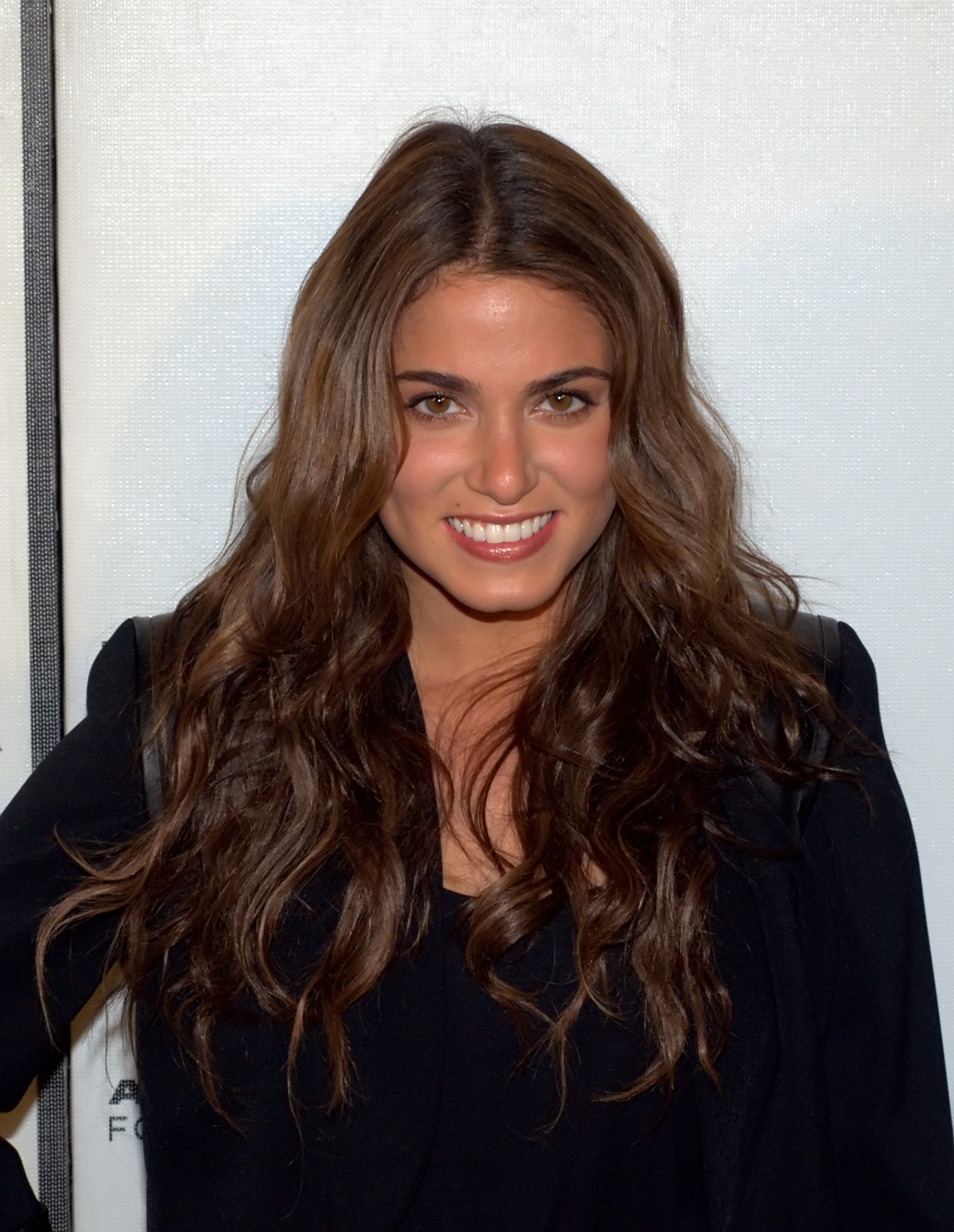
Nikki Reed en la premier de Ondine en el Festival de Cine de Tribeca 2010.

Uno de sus papeles más emblemáticos fue el que desempeñó en Mini's First Time. La película recibió un lanzamiento limitado en los Estados Unidos el 14 de julio de 2006. En la cinta, Reed interpretó a una adolescente que, a través de la seducción, implica a su padrastro en un complot para asesinar a su madre. Reed ha señalado que su personaje no "entiende el peso de las consecuencias", y que le gustaba interpretar a alguien que ella describe como "grosero" y que tiene una "boca de camionero". El personaje de Reed participa en escenas de sexo explícito, lo que tuvo que ser filmada desde la vista de la parte posterior de Reed, que tenía 16 años en ese entonces y por lo tanto legalmente no pueden filmar sus escenas de una manera más explícita.
Nikki Reed escribió otro guion que transcurre en Nueva Zelanda entre 1960 y 1980. Reed ha señalado que ella siente que es una actriz versátil, pero se siente encasillada en papeles de "chicas malas sexy", señalando que los productores a menudo le dicen que es demasiado "sexy".
En 2007 dio vida al personaje Shay Bettencourt, una joven misteriosa, en Cherry Crush. 
El 12 de febrero de 2008, se anunció que Reed interpretaría a Rosalie Hale en la película Crepúsculo basada en el best seller del mismo nombre de Stephenie Meyer. En junio del mismo año, Reed escribió una carta a sus fanes, dándoles las gracias por el apoyo a ella a través de la controversia que la rodeaba, siendo una morena, elegida como Rosalie (descrita como una rubia). Nikki seguiría interpretando su papel en las secuelas de la saga: Luna_nueva_(película_de_2009) (2009); The Twilight Saga: Eclipse (2010); The Twilight Saga: Breaking Dawn - Part 1 (2011) y The Twilight Saga: Breaking Dawn - Part 2 (2012).
Además, tuvo una pequeña aparición en el capítulo 4 de la serie Raising Hope, como una cliente que, junto con su familia, posa para una foto familiar, todos vestidos de blanco.

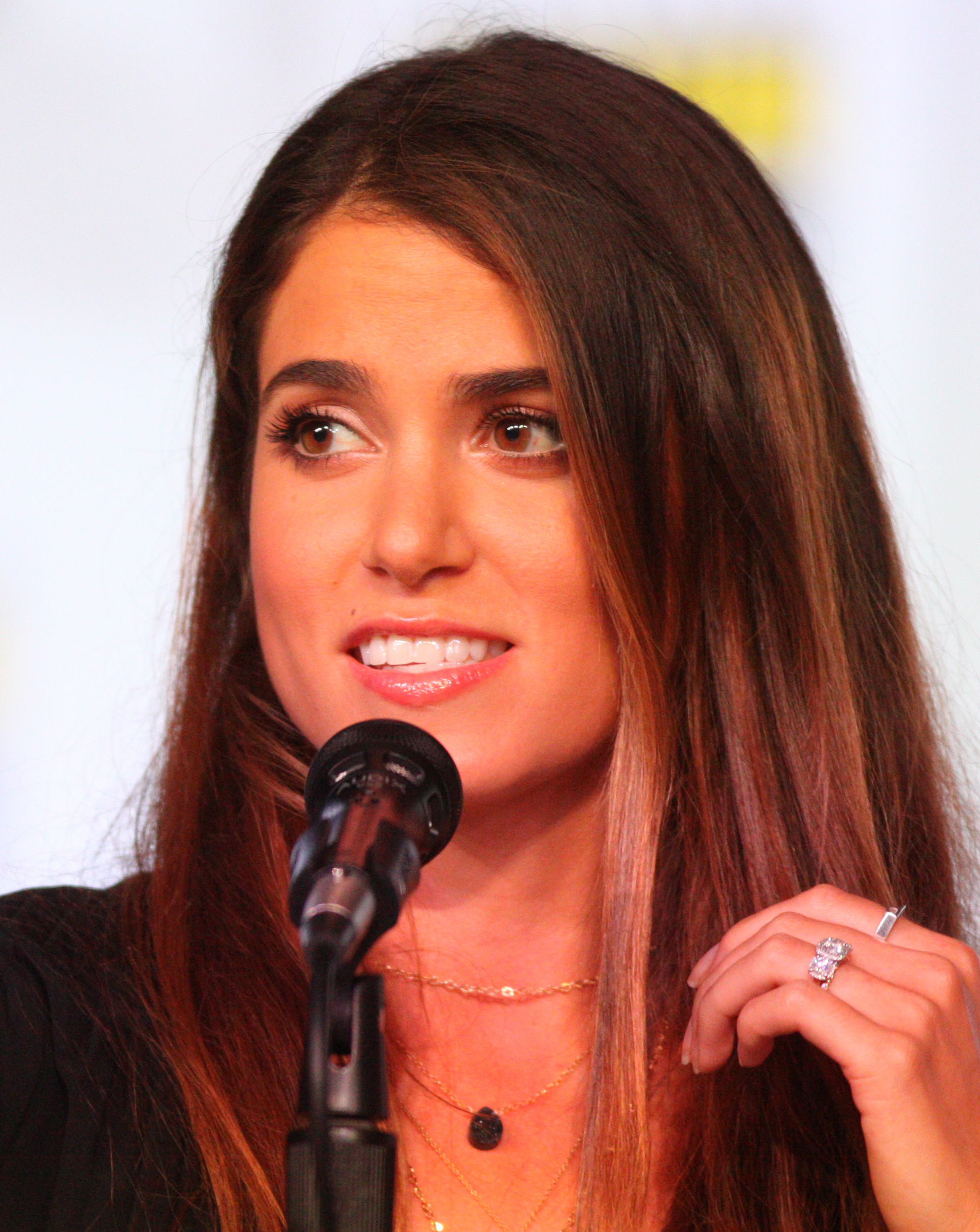
Nikki Reed en Convención Internacional de Cómics de San Diego de 2012.

Durante una entrevista radiofónica con Big O y Duques de WJFK 1067, Jason Mewes dijo que Reed se encontraba haciendo una película llamada K-11 junto a su compañera de reparto en Crepúsculo, Kristen Stewart. La película, dirigida por la madre de Stewart, se lleva a cabo en el un dormitorio de la cárcel del Condado de Los Ángeles, y se le fue ofrecido, tanto a Stewart y a Reed interpretar personajes masculinos. Sin embargo, tras ser consultada sobre el proyecto en una entrevista, Reed dijo que ella ya no forma parte del proyecto K-11.
En noviembre de 2009, Reed dirigió el vídeo musical "Edie Sedgwick" de su buen amigo, Sage, en Londres. Nikki dijo que no tenía mucho tiempo o dinero, pero es algo de lo que está muy orgullosa. Reed también tenía la intención de dirigir un vídeo musical para la banda de rock independiente 100 Monkeys, que era liderada por su coestrella de Crepúsculo, Jackson Rathbone, pero esto no pudo realizarse debido a la separación de la banda. 
En julio de 2010, Reed se unió al drama de acción, Catch .44 junto a Bruce Willis, Forest Whitaker y Malin Akerman.  En noviembre del mismo año, se anunció, que Reed protagonizará junto a Hayden Panettiere la película Downers Grove, una adaptación al cine de la novela de Michael Hornberg. El guion fue escrito por Bret Easton Ellis, el novelista de  Las reglas de la atracción y American Psycho. 
En diciembre de 2011, se anunció que Reed se ha unido al elenco de Pawn, un thriller independiente dirigido por David A. Armstrong. La película también está protagonizada por Forest Whitaker, Ray Liotta, Common, Michael Chiklis, Sean Faris, Stephen Lang, Marton Csokas, y Jessica Szohr.
En enero de 2013, Reed filmó el vídeo musical de Hanson por su sencillo, "Get The Girl Back", con su exmarido Paul McDonald. El vídeo fue lanzado en abril de 2013. Otras caras conocidas en el vídeo incluyen Kat Dennings, Drake Bell, Drew Seeley, Amy Paffrath, y Alex Beh. En el mismo año tuvo una pequeña participación en la película Empire State. El film cuenta una historia verídica ocurrida en los años 80, respecto a dos amigos que realizan robo en un depósito de vehículos blindados. La película está protagonizada por Liam Hemsworth, Dwayne Johnson y Emma Roberts. 
En el año 2014 estrenó en el Festival de cine de Tribeca, Intramural. La película es una comedia de deporte y está bajo la dirección de Andrew Disney y protagonizada por Jake Lacy, Kate McKinnon y Beck Bennett entre otros.

### Musical
La actriz grabó junto a su exesposo, el cantante-compositor Paul McDonald, la canción  "Now That I’ve Found You" que se estrenó el programa de radio de Ryan Seacrest el 15 de noviembre de 2011. La pareja lanzó su primer EP en conjunto, The Best Part, el 29 de octubre de 2012. La canción "All I've Ever Needed", fue incluida en la banda sonora de la película de Reed, The Twilight Saga: Breaking Dawn - Part 2.
La actriz junto con quien fue su marido, Paul, se encuentran trabajando en un álbum musical llamado "I'm Not Falling". El disco tiene fecha de lanzamiento en el año 2014.

### Diseño de joyas
El 21 de noviembre de 2012 la actriz lanzó su línea de joyas, asociada con Pascal Mouawad Glamhouse, Mattlin Era by Nikki Reed. La colección incluyen pulseras, collares y aretes entre otros. Todos inspirados por lo que su madre solía usar y algunas obras de cerámicas que su abuela solía hacer.  Reed, en una entrevista exclusiva al portal de noticias estadounidense BANG Showbiz durante el evento de presentación de la línea de joyas celebrado en Fred Segal, un conocido local situado en la exclusiva Melrose Avenue de Los Ángeles, declaró:

"Elegí trabajar con metales porque quería que mis fans tuviesen acceso a esta colección. He querido que toda la colección tenga un toque antiguo pero también que toda la gente pueda permitírsela. Especialmente mis fans que son jóvenes".

## Vida personal
Reed conoció al concursante de la 10.ª de American Idol, el cantante-compositor Paul McDonald  en la alfombra roja en el estreno de Caperucita Roja en marzo de 2011. El momento en el que se conocieron fue trasmitido en un programa de American Idol como parte de un segmento que mostró a los participantes que asistieron al estreno. La pareja comenzó a salir pronto y al poco tiempo se los vio en la entrega de premios MTV Movie Awards el 5 de junio de 2011, donde Reed fue fotografiada con un anillo de compromiso. La pareja se casó el 16 de octubre de 2011 en un rancho privado en Malibú (California). A finales del mes de marzo de 2014 se anunció que la pareja se separaría luego de dos años y medio de matrimonio. Así mismo la relación terminó en buenos términos y seguirán con sus proyectos musicales que los incluyen a ambos.
La actriz comenzó una relación con el protagonista de la serie The Vampire Diaries, Ian Somerhalder en julio de 2014. Nikki Reed confirmó su compromiso en febrero de 2015. Se casó con Ian Somerhalder el 26 de abril de 2015 en Santa Mónica, California. El 4 de mayo de 2017 se dio a conocer mediante la cuenta de Instagram de la actriz, que ella y Ian Somerhalder estaban esperando el nacimiento de su primogénita. Ese mismo año dio a luz a una niña, Bodhi Soleil. En enero de 2023 anunció su segundo embarazo. En junio de ese año nació su hijo.
Reed mantiene una estrecha amistad con sus coestrellas de Crepúsculo, en particular, con Peter Facinelli, Elizabeth Reaser, Kristen Stewart y Jackson Rathbone, siendo Reed la madrina de Monroe Jackson Rathbone, el primer hijo del actor. Es también amiga de la actriz de Spy Kids, Alexa Vega, quien fue dama de honor en su boda.
En junio de 2010, Reed puso en marcha una página web oficial que cuenta con un blog, donde se discute una variedad de temas, tanto personal como profesional.

## Filmografía completa

### Cine
|      |                                           |                   |
| 2003 | Thirteen                                  | Evie Zamora       |
| 2005 | Man of God                                | Zane Berg         |
| 2005 | Lords of Dogtown                          | Kathy Alva        |
| 2005 | American Gun                              | Tally             |
| 2006 | Mini's First Time                         | Mini              |
| 2007 | Cherry Crush                              | Shay Bettencourt  |
| 2008 | Twilight                                  | Rosalie Hale      |
| 2008 | Familiar Strangers                        | Allison           |
| 2009 | The Twilight Saga: New Moon               | Rosalie Hale      |
| 2009 | Last Day of Summer                        | Stefanie          |
| 2010 | The Twilight Saga: Eclipse                | Rosalie Hale      |
| 2010 | Privileged                                | Lauren Carrington |
| 2010 | Chain Letter                              | Jessie Campbell   |
| 2011 | The Twilight Saga: Breaking Dawn - Part 1 | Rosalie Hale      |
| 2011 | Catch .44                                 | Kara              |
| 2012 | The Twilight Saga: Breaking Dawn - Part 2 | Rosalie Hale      |
| 2013 | Pawn                                      | Amanda            |
| 2013 | Enter the Dangerous Mind                  | Wendy             |
| 2013 | Empire State                              | Lizzette          |
| 2014 | En tus ojos                               | Donna             |
| 2014 | Intramural                                | Meredith          |
| 2014 | Murder of a Cat                           | Greta             |
| 2015 | Scout                                     | Georgie           |
| 2015 | The Highway Is for Gamblers               | Jane              |
| 2016 | Jack Goes Home                            | Crystal           |
| 2016 | A Sunday Horse                            | Debi Walden       |

### Televisión
| 2006        | The O. C.              |  | Justice |
| 2007        | Reaper                 |  |         |
| 2011        | CollegeHumor Originals |  |         |
| 2015 - 2017 | Sleepy Hollow          |  |         |
| 2019        | V Wars                 |  |         |

### Videoclips
| 2005 | Just Feel Better             | Santana feat. Steven Tyler     |               |
| 2010 | No Rose Petals & Bubblebaths | Sabrina                        |               |
| 2010 | Edie Sedgwick                | Sage                           | Directora     |
| 2011 | Now That I’ve Found You      | Paul McDonald feat. Nikki Reed | Directora     |
| 2012 | All I've Ever Needed         | Paul McDonald feat. Nikki Reed | Directora     |
| 2013 | Get the Girl Back            | Hanson                         | Barman        |
| 2015 | Til It Happens to You        | Lady Gaga                      | Chica abusada |

## Premios y nominaciones
| Año  | Trabajo                                               | Premio                                                                                  | Categoría                                 | Resultado |
| ---- | ----------------------------------------------------- | --------------------------------------------------------------------------------------- | ----------------------------------------- | --------- |
| 2003 | Nantucket Film Festival                               | Mejor Guion de Película (compartido con Catherine Hardwicke)                            | A los trece                               | Ganadora  |
| 2003 | Washington D. C. Area Film Critics Association Awards | Mejor Guion Original (compartido con Catherine Hardwicke)                               | A los trece                               | Nominada  |
| 2003 | Premios Young Artist                                  | One to Watch - Mujer                                                                    | A los trece                               | Ganadora  |
| 2004 | Independent Spirit Awards                             | Mejor Performance de Debut                                                              | A los trece                               | Ganadora  |
| 2004 | Independent Spirit Awards                             | Mejor Primer Guion (compartido con Catherine Hardwicke)                                 | A los trece                               | Nominada  |
| 2004 | Phoenix Film Critics Society Awards                   | Mejor Guion Original (compartido con Catherine Hardwicke)                               | A los trece                               | Nominada  |
| 2004 | Phoenix Film Critics Society Awards                   | Breakout Performance - Detrás de cámara                                                 | A los trece                               | Nominada  |
| 2004 | Prism Awards                                          | Performance en una Película de teatro                                                   | A los trece                               | Nominada  |
| 2004 | Satellite Awards                                      | Mejor Actuación por una Actriz en una Película, Drama (compartido con Evan Rachel Wood) | A los trece                               | Nominada  |
| 2004 | Satellite Awards                                      | Mejor Guion Original (compartido con Catherine Hardwicke)                               | A los trece                               | Nominada  |
| 2009 | Teen Choice Awards                                    | Elección de películas: Cara Nueva- Mujer                                                | Crepúsculo                                | Nominada  |
| 2011 | Teen Choice Awards                                    | Choice Vampiro                                                                          | The Twilight Saga: Eclipse                | Nominada  |
| 2012 | Teen Choice Awards                                    | Mejor película: Ladrón de escena femenina                                               | The Twilight Saga: Breaking Dawn - Part 1 | Nominada  |